# 第一彼得里夫卡 (沃茲涅先斯克區)
48°3′14″N 31°44′26″E / 48.05389°N 31.74056°E
第一彼得里夫卡（烏克蘭語：Петрівка Перша）是位於烏克蘭南部的村莊，由尼古拉耶夫州沃茲涅先斯克區的新馬爾伊夫卡市鎮負責管轄。該村面積1.12平方公里，海拔高度200米，2001年人口28，人口密度每平方公里166.4人。